# 科恩兄弟
喬爾·科恩（英语：Joel Coen，1954年11月29日—），伊桑·科恩（英语：Ethan Coen，1957年9月21日—）是一對兄弟，兩人皆生于美国明尼苏达州，犹太人，美国电影导演、编剧及制片。由于其作品的编剧、制片及导演都是两人共同合作完成，故非正式地稱為“科恩兄弟”。他们的电影作品独具特色，其情节不落俗套，往往强调命运的某种不确定性。1991年的其作品《巴顿·芬克》获得第44屆坎城影展金棕榈奖。2008年，两人以影片《險路勿近》获第80届奥斯卡奖最佳影片，最佳导演，最佳改编剧本奖。

## 生涯

### 早期
喬爾·科恩和伊桑·科恩是猶太人，出生在美國明尼蘇達州的猶太人家庭。他們參加了美國威斯康星州的猶太人夏令營Herzl Camp（學習並慶祝猶太教生活的營地）。他們於明尼蘇達州明尼阿波利斯郊區聖路易斯公園成長。他們的母親瑞納（娘家姓為諾依曼）是聖克勞德州立大學（St. Cloud State University）藝術史學家，他們的父親愛德華·科恩是明尼蘇達大學經濟學家。他們的母親是虔守傳統的猶太人，在對孩子的教育上她推動猶太教的宗教教育。
科恩兄弟小時候就曾購買威達超8毫米胶片攝影機。總之，科恩兄弟與鄰居小孩重拍他們在電視上看到的電影。他們的第一次嘗試的作品是《Henry Kissinger, Man on the Go》。柯納·王爾德（Cornel Wilde）執導的《裸殺萬里追》（The Naked Prey、1966）被他們改拍成《Zeimers in Zambia》。
科恩兄弟的猶太人背景很少與電影主題或故事有關，除了一些作品例外，例如《正經好人》（2009年）的希伯來文翻譯為「好的猶太人」。喬爾指出，「誰知道我們的背景是否會影響我們的電影製作？我們不去想它......毫無疑問，我們的猶太人身分影響我們如何看待事物」。

### 教育
科恩兄弟在1973年和1976年分別畢業於聖路易公園高中，之後他們進入馬薩諸塞州巴德學院。喬爾·科恩在紐約大學學習電影四年，他完成30分鐘的畢業電影《水深》。伊桑·科恩接著於普林斯頓大學學習，於1979年獲得學位。他的畢業論文是41頁的文章《維特根斯坦後期哲學思想的兩種觀點》。

### 導演
大學畢業後，喬爾·科恩在製片公司和音樂視頻擔任製作助理。他逐漸成為天才電影剪輯，並且認識導演山姆·雷米，當時他正在尋找第一部故事片《鬼玩人》（1981）的助理編輯。
1984年，科恩兄弟一起編劇並執導第一部電影《血迷宮》。《血迷宮》以德克薩斯州為背景，講述一個骯髒的酒吧老闆僱用私家偵探殺死他的妻子和她的情人。這部影片包含科恩兄弟未來的發展元素：尊敬類型電影（黑色電影和恐怖片）、簡單的故事內容、黑色幽默與曲折情節。主演電影法蘭絲·麥杜曼在許多科恩兄弟的電影演出。《血迷宮》獲得一致讚賞，同時獲得聖丹斯影展最佳影片獎及獨立精神獎。科恩兄弟製作的下一個作品是1985年《XYZ謀殺案》，導演為山姆·雷米。這部電影由柯恩兄弟和山姆·雷米撰寫劇本。其次則是1987年的《撫養亞利桑那》，內容描述一對夫妻，刑滿出獄的搶劫犯（尼古拉斯·凱奇飾演）和警官埃德（荷莉·杭特飾演），他們想要孩子，但是一直無法懷孕，於是他們想要從當地家具大亨（特雷·威爾遜飾演）剛出生的五胞胎中偷走一個。《黑帮龙虎斗》在1990年上映，由阿爾伯特·芬尼、加布里埃爾·伯恩與約翰·特托羅（John Turturro）主演。該片講述美國禁酒時期的黑幫爭鬥，靈感來自達許·漢密特的小說《玻璃鑰匙》（The Glass Key）及《紅色收穫》（Red Harvest）。
次年，科恩兄弟完成《巴頓芬克》，劇情描述1941年，紐約劇作家（約翰·特托羅飾演）移居到洛杉磯撰寫B級電影。他在酒店房間開始寫作，但是沒有靈感，直到他被居住於隔壁的男子（約翰·古德曼）侵入房間。《巴頓芬克》對於科恩兄弟是關鍵性的成功，贏得奧斯卡獎提名，並於1991年坎城電影節贏得三個獎項，包括金棕櫚獎與坎城電影節最佳導演獎。這是科恩兄弟與攝影師羅傑·迪金斯合作的第一部電影，他們在未來的15年中持續合作。
1994年，科恩兄弟執導喜劇片《影子大亨》（The Hudsucker Proxy），描述20世紀50年代一間公司董事會試圖任命落魄的職員諾維爾擔任董事長，企圖破壞公司股價，但是諾維爾卻發明呼啦圈，導致公司股價上漲，破壞董事會的計畫。
科恩兄弟在1996年犯罪驚悚片《冰血暴》回到更為熟悉的主題，背景在家鄉明尼蘇達州。（威廉·H·梅西飾演）因為嚴重的財政問題，計畫綁架他的妻子，促使富有岳父與岳母支付贖金，但是他的計劃逐漸出現問題，警察瑪吉·岡德森也開始調查綁票案。《冰血暴》獲得商業上的成功，奪得多個獎項，包括英國電影學院獎和坎城電影節最佳導演獎、奧斯卡最佳原創劇本獎與奧斯卡最佳女主角獎（法蘭絲·麥杜雯）。
柯恩兄弟於1998年執導《謀殺綠腳趾》，劇情描述花花公子（傑夫·布里奇斯飾演）與他的保齡球朋友（史蒂夫·布西密和約翰古德曼）涉入一起假綁架案。《謀殺綠腳趾》獲得評論家給予正面評價，現在被認為是經典邪典電影。
科恩兄弟的下一部電影《霹靂高手》（2000年）亦獲得商業上的成功。標題來自1941年普萊斯頓·史特吉斯執導的《蘇利文遊記》（Sullivan's Travels）。《霹靂高手》以荷馬作品《奧德賽》為藍圖，故事設定在20世紀30年代密西西比州。喬治·克魯尼主演古怪的主角尤里西斯·埃弗雷特·麥吉爾。這部電影使用舊時代的配樂，另類的幽默與攝影使它獲得商業上成功。
科恩兄弟在2001年執導驚悚片《不在場的人》，背景是20世紀40年代後期美國加州，主角理髮師（比利·鮑伯·松頓飾演）想要敲詐妻子的情人，並將所得投資於乾洗業務。這部電影是科恩兄弟典型的黑色喜劇電影，並獲得坎城電影節最佳導演獎。
《真情假愛》於2003年上映，喬治·克魯尼和凯瑟琳·泽塔-琼斯主演，是一部1940年代的浪漫愛情喜劇。故事集中在律師邁爾斯·梅西替富翁雷克斯打贏離婚官司，雷克斯前妻瑪莉琳決定要設下陷阱來報復邁爾斯。於是邁爾斯不由自主愛上瑪莉琳，而瑪莉琳也不自覺的愛上邁爾斯。
2004年，科恩兄弟製作《快閃殺手》，翻拍自1950年代經典喜劇《賊博士》。湯姆·漢克斯扮演一位教授，組織團隊搶劫賭場。他們承租紐奧良一位老婦出租的房間，準備策劃搶劫活動。但是老婦人發現他們的計畫後，強盜集團決定謀殺她。《快閃殺手》讓柯恩兄弟獲得職業生涯中最負面的評價。意外的是，此卡榮獲第57屆康城電影節評委會獎，僅敗於朴贊郁《原罪犯》以及政治諷刺紀錄片《華氏911》。
《險路勿近》於2007年11月上映，改編2005年科馬克·麥卡錫同名小說。劇情描述越戰老兵李維林·莫斯（喬什·布洛林飾演）在德克薩斯州/墨西哥邊境偶然發現200萬美元。之後他持續對抗反社會殺手安東·齊格（哈維爾·巴登飾演）與當地警長埃德湯姆·貝爾（湯米·李·瓊斯飾演）。《險路勿近》獲得普遍的讚譽，在爛番茄贏得94％新鮮評級 。《險路勿近》獲得了奧斯卡四項大獎，包括最佳影片、最佳導演、最佳改編劇本及最佳男配角。自1961年（杰羅姆·羅賓斯和羅伯特·懷斯）以來，這是第一次由兩名導演同時獲得最佳導演獎。
2008年1月，伊桑·科恩撰寫的劇本《Almost an Evening》於外百老匯大西洋劇團首映。2008年3月至2008年6月1日在紐約市布利克街劇院進行商業放映，由大西洋劇場和Art Meets Commerce製作。
《即刻毀滅》（Burn After Reading）是布拉德·皮特和喬治·克魯尼主演的喜劇，於2008年9月12日發布，描述健身教練，間諜和網路約會之間的互動過程。《即刻毀滅》儘管獲得褒貶不一的評價，上映首周仍然在北美票房排名第一。
《正經好人》於2009年10月2日上映，被形容為“溫柔而黑暗”的喜劇，電影製作預算不高。這部電影以科恩兄弟猶太人明尼蘇達州聖路易斯公園猶太郊區的童年為基礎。《正經好人》於布盧明頓（Bloomington）、諾曼社區學院、聖奧拉夫學院等地拍攝。這部電影被提名奧斯卡最佳影片和最佳原創劇本。
《真實的勇氣》在2010年上映，改編自查爾斯·波蒂斯（Charles Portis）小說，在德克薩斯州和新墨西哥州進行拍攝。海莉·史坦菲德飾演瑪蒂·羅斯，傑夫·布里吉斯、馬特·達蒙、喬什·布洛林也出現在電影中。《真實的勇氣》被提名十項奧斯卡獎，包括最佳影片獎，但是最後並未獲得任何獎項。
《醉乡民谣》（Inside Llewyn Davis）於2013年坎城影展首映，劇情以20世紀60年代紐約市格林威治村民謠歌手路恩·戴維斯為主體，根據戴夫·范·容克（Dave Van Ronk）生平來改編。該電影由奧斯卡·伊薩克和凱瑞·穆里根主演。《醉乡民谣》贏得2013年坎城電影節評審團大獎，獲得極高的評價。《醉乡民谣》也入圍第86屆奧斯卡金像獎最佳攝影、最佳音響效果。

## 作品
- 2025年：《亲爱的，别！》（Honey, Don't!，僅伊桑導演、監製和編劇）
- 2024年：《驾车出走的女人（英语：Drive-Away Dolls）》（僅伊桑導演、監製和編劇）
- 2022年：《杰瑞·李·刘易斯：困扰于心（英语：Jerry Lee Lewis: Trouble in Mind）》（僅伊桑導演）
- 2021年：《馬克白的悲劇》（The Tragedy of Macbeth，僅喬爾導演、監製和編劇）
- 2018年：《西部老巴的故事》（The Ballad of Buster Scruggs）
- 2017年：《完美社區謀殺案》（Suburbicon，僅聯合編劇）
- 2016年：《凱薩萬歲！》（Hail, Caesar!，乔尔、伊桑導演、監製和編劇）
- 2015年：《間諜橋》（Bridge of Spies，僅聯合編劇）
- 2015年：《坚不可摧》（Unbroken，僅聯合編劇）
- 2013年：《醉乡民谣》
- 2010年：《真實的勇氣》（True Grit）
- 2009年：《正經好人》（A Serious Man）
- 2008年：《即刻毀滅》
- 2007年：《給康城的情書》（Chacun son cinéma）中的"World Cinema"
- 2007年：《險路勿近》（No Country for Old Men）
- 2006年：《巴黎我愛你》（Paris, je t'aime）中的"Tuileries"
- 2004年：《快閃殺手》（The Ladykillers）
- 2003年：《真情假愛》（Intolerable Cruelty，乔尔导演；伊桑编剧）
- 2001年：《不在場的人（英语：The Man Who Wasn't There (2001 film)）》（乔尔导演、剧本；伊桑编剧、剧本）
- 2000年：《霹靂高手》（O Brother, Where Art Thou?，乔尔导演、剧本；伊桑编剧、剧本）
- 1998年：《謀殺綠腳趾》（The Big Lebowski，乔尔导演、剧本；伊桑编剧、剧本）
- 1996年：《冰血暴》（Fargo，乔尔导演、剧本、编剧；伊桑编剧、剧本）
- 1994年：《影子大亨》（乔尔导演、剧本；伊桑编剧、剧本）
- 1991年：《巴顿芬克》（Barton Fink，乔尔导演、剧本；伊桑编剧、剧本）
- 1990年：《黑幫龍虎鬥》（Miller's Crossing，乔尔导演、剧本；伊桑编剧、剧本）
- 1987年：《撫養亞利桑那》（Raising Arizona，乔尔导演、剧本；伊桑编剧、剧本）
- 1984年：《血迷宫》（Blood Simple，乔尔导演、剧本；伊桑编剧、剧本）